# Apprentissage en double boucle
L'apprentissage en double boucle permet de modifier les buts ou les règles de décision à la lumière de l'expérience. La première boucle utilise les buts ou règles de décision, la deuxième boucle permet leur modification, d'où le terme "double boucle". L'apprentissage en double boucle reconnaît que la façon dont un problème est défini et résolu peut être une source du problème. Ce type d'apprentissage peut être utile dans l'apprentissage organisationnel car il peut stimuler la créativité et l'innovation, allant au-delà de l'adaptation au changement pour anticiper ou être en avance sur le changement.

## Concept

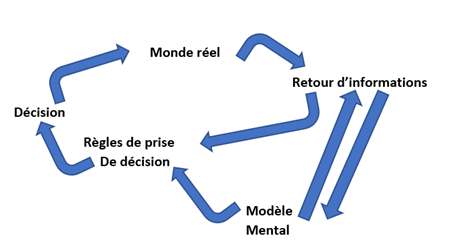
L'apprentissage en double boucle

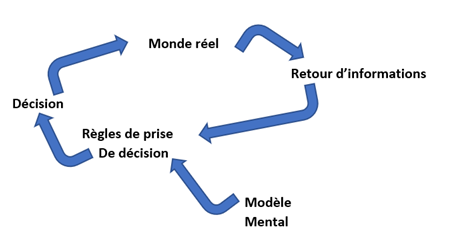
L'apprentissage en simple boucle

L'apprentissage en double boucle s'oppose à l'apprentissage en simple boucle. L'apprentissage en simple boucle se caractérise par la détection et la correction des erreurs pour améliorer les performances individuelles sans changer les normes ou les systèmes organisationnels. L'apprentissage en double boucle est le processus qui consiste à comparer la situation à la norme, à remettre en question l'adéquation de la norme et à justifier si c'est la meilleure façon de faire les choses.
Chris Argyris a décrit la distinction entre l'apprentissage en simple boucle et en double boucle en utilisant l'analogie suivante :

« Un thermostat qui allume automatiquement le chauffage lorsque la température d'une pièce descend en dessous de 20 °C est un bon exemple d'apprentissage en simple boucle. Un thermostat qui se demanderait "pourquoi suis-je réglé sur 20 °C ?" et qui examinerait ensuite si une autre température ne permettrait pas d'atteindre plus économiquement l'objectif de chauffer la pièce serait engagé dans un apprentissage à double boucle. »

— Chris Argyris, Teaching Smart People How To Learn
L'apprentissage en double boucle est utilisé lorsqu'il est nécessaire de changer le modèle mental dont dépend une décision. Contrairement aux boucles simples, ce modèle inclut un changement de compréhension, du simple et statique au plus large et plus dynamique, tel que la prise en compte des changements dans l'environnement et le besoin d'expression des changements dans les modèles mentaux. Il est nécessaire si le problème ou l'inadéquation qui déclenche le processus d'apprentissage organisationnel ne peut pas être résolu par de petits ajustements car il implique les variables gouvernantes de l'organisation. L'apprentissage organisationnel dans de tels cas se produit lorsque le diagnostic et l'intervention produisent des changements dans les politiques, hypothèses et objectifs sous-jacents.

## Les freins à l'apprentissage en double boucle
Les organisations maîtrisent plutôt bien l’apprentissage en simple boucle, mais ont du mal à entrer dans la logique de l’apprentissage en double boucle.
Selon Argyris, de nombreuses organisations résistent à l'apprentissage en double boucle en raison d'un certain nombre de variables telles que la résistance au changement, la peur de l'échec et l'importance excessive accordée au contrôle. Il existe plusieurs facteurs qui freinent l’apprentissage en double boucle. Par exemple, les professionnels développent des comportements défensifs en niant leur responsabilité en cas d’erreurs. Ou encore, les subordonnés ont tendance à minimiser les erreurs des cadres.
Argyris explique que l’une des causes est l’utilisation des théories d’usage qui reposent sur le même ensemble de valeurs directrices. L'être humain aurait tendance à réaliser ses actions selon quatre valeurs fondamentales :

« 1. Garder le contrôle de la situation ;
2. Maximiser les "gains" et minimiser les "pertes" ;
3. Supprimer les sentiments négatifs ; 
4. Être aussi " rationnel " que possible, c'est-à-dire que les gens se fixent des objectifs clairs et évaluent leur comportement en fonction de la réalisation de ces objectifs. »

— Chris Argyris, Teaching Smart People How To Learn
Le but de toutes ces valeurs est d'éviter l'embarras ou la menace, le sentiment de vulnérabilité ou d'incompétence. Les responsabilités sont donc rejetées sur d’autres personnes. Ces actions sont particulièrement préjudiciables à la capacité de l'organisation à détecter et corriger les erreurs et à innover.  

## L'apprentissage en triple boucle
Argyris et Schön (2002) ont mis en évidence un troisième type d'apprentissage autre que l'apprentissage en boucle simple et l'apprentissage en boucle double. Il s'agit de "l'apprentissage deutéro" (Bateson, 1942) ou apprentissage en triple boucle, qui met l'accent sur la possibilité "d'apprendre sur l'apprentissage" ou "d'apprendre à apprendre" et de tirer des leçons de l'expérience. Cet apprentissage nécessite une interaction avec l'extérieur, un apport d'énergie. Morin (1977) fait référence aux phénomènes d'entropie et de néguentropie. En effet, pour fonctionner, un système utilise de l'énergie. Or, cette énergie se dégrade inexorablement.
C'est à propos de ce troisième type d'apprentissage que l'on peut parler de compétences métacognitives : en remettant en cause nos constantes, nous utilisons tout ce qui est lié à la maîtrise du monde cognitif (esprit critique, recul, idée de déconstruction, etc.). Cet apprentissage implique un processus méthodologique adapté dans lequel les cadres philosophiques sous-jacents sont mis en adéquation avec les phénomènes à observer.

## Précurseurs historiques
A Behavioral Theory of the Firm (en) (1963) décrit comment les organisations apprennent, en utilisant (ce qui serait maintenant décrit comme) l'apprentissage en double boucle :
Une organisation... modifie son comportement en réponse à un retour d'information à court terme de l'environnement selon des règles assez bien définies. Il modifie les règles en réponse à des commentaires à plus long terme selon des règles plus générales, et ainsi de suite.
— Richard Cyert et James G. March, A Behavioral Theory of the Firm,